# Lilla Torg
Lilla Torg er en plads i Gamla staden i det centrale Malmø, Sverige: Den ligger umiddelbart sydvest for Stortorget. Pladsen rummer en række restauranter med udendørsservering. Kommunen etablerede tidligere en skøjtebane på pladsen om vinteren, men den er nu blevet flyttet til Stortorget.
I 1500-tallet blev området omtalt som "en stor ødemark" syd for Stortorget. Det var et lavtliggende områdde, som ikke var attraktivt til opførsel af boliger. Først i 1590'erne blev Lilla Torg etableret, efter man havde fyldt det op og udjævnet det.
På torvet findes en række gamle bygninger, hvor Hedmanska gården hvor dele af byggeriet kan dateres tilbage til 1590'erne. Faxeska huset stammer fra 1760'erne.